# 新疆天山雪豹女子足球队
新疆天山雪豹女子足球队，隶属于新疆天山雪豹足球俱乐部的女子足球队，成立于2019年10月，因经济问题，于2020年4月28日解散。

## 历程
2019年10月8日，新疆天山雪豹足球俱乐部发布女球员试训通知，经过选拔后，成立雪豹女子足球队。原计划参加2020赛季各级联赛，但受新冠肺炎疫情影响，俱乐部投资人君泰集团遭遇经济困难，决定削减足球方面的资金投入，解散雪豹女足。
在解散前，俱乐部曾为球队寻找接手企业，但因女足赛事受公众关注低，无人愿意接手，只得选择解散球队。